# Belgischer Fußballpokal 1998/99
Der belgische Fußballpokal 1998/99 war die 44. Ausspielung des Wettbewerbs. Die Hauptrunde begann am 14. Oktober 1998 und endete mit dem Finale am 30. Mai 1999 in Brüssel.
Titelverteidiger KRC Genk unterlag im Halbfinale dem späteren Gewinner der Trophäe, dem Lierse SK. Lierse war damit bei seiner dritten Finalteilnahme zum zweiten Mal erfolgreich; der erste Sieg in diesem Wettbewerb lag genau 30 Jahre zurück. Endspielgegner Standard Lüttich stand in seinem zwölften Finale und verlor dabei zum siebten Mal. Durch den Pokalgewinn qualifizierte sich Lierse für den UEFA-Pokal 1999/2000.

## Modus
Die Hauptrunde wurde in fünf Runden ausgetragen. Bis auf die Halbfinalspiele wurden die Sieger in einem Spiel ermittelt. Stand es nach 90 Minuten unentschieden, gab es eine Verlängerung und wenn nötig ein Elfmeterschießen, bis der Sieger ermittelt war. In den Halbfinalbegegnungen entschied bei Torgleichstand zunächst die Anzahl der Auswärts erzielten Tore.

## Sechzehntelfinale
| Datum      |                            | Ergebnis              |                    |
| ---------- | -------------------------- | --------------------- | ------------------ |
| 14.10.1998 | RFC Tilleur                | 3:2                   | FC Brügge          |
| 17.10.1998 | Germinal Ekeren            | 1:2                   | KSC Lokeren        |
| 17.10.1998 | KSK Beveren                | 0:0 n. V. (3:4 i. E.) | KVC Westerlo       |
| 17.10.1998 | Eendracht Aalst            | 4:3                   | Sporting Charleroi |
| 17.10.1998 | VV St. Truiden             | 1:1 n. V. (3:1 i. E.) | KMSK Deinze        |
| 17.10.1998 | Lierse SK                  | 8:1                   | RWD Molenbeek      |
| 17.10.1998 | KSK Tongeren               | 2:3 n. V.             | Excelsior Mouscron |
| 17.10.1998 | KRC Genk                   | 6:2                   | VV Zulte           |
| 17.10.1998 | SK Lommel                  | 3:1                   | RFC Kapellen       |
| 17.10.1998 | Verbroedering Denderhoutem | 2:1 n. V.             | KSV Waregem        |
| 17.10.1998 | La Louvière                | 3:4 n. V.             | Standard Lüttich   |
| 18.10.1998 | Cercle Brügge              | 2:1                   | KSV Roeselare      |
| 18.10.1998 | KV Kortrijk                | 5:2                   | KAA Gent           |
| 18.10.1998 | FC Denderleeuw             | 3:3 n. V. (4:2 i. E.) | RSC Anderlecht     |
| 18.10.1998 | KRC Harelbeke              | 3:1 n. V.             | KV Ostende         |
| 18.10.1998 | Maasland Maasmechelen      | 0:4                   | KSV Ingelmunster   |

## Achtelfinale
| Datum      |                  | Ergebnis              |                            |
| ---------- | ---------------- | --------------------- | -------------------------- |
| 09.01.1999 | KVC Westerlo     | 2:2 n. V. (3:2 i. E.) | KRC Harelbeke              |
| 09.01.1999 | KSV Ingelmunster | 4:0                   | RFC Tilleur                |
| 09.01.1999 | SK Lommel        | 2:3                   | VV St. Truiden             |
| 09.01.1999 | KSC Lokeren      | 2:0                   | FC Denderleeuw             |
| 10.01.1999 | Eendracht Aalst  | 0:3                   | Standard Lüttich           |
| 10.01.1999 | KRC Genk         | 4:3 n. V.             | Excelsior Mouscron         |
| 10.01.1999 | Cercle Brügge    | 0:0 n. V. (1:3 i. E.) | KV Kortrijk                |
| 10.01.1999 | Lierse SK        | 2:0                   | Verbroedering Denderhoutem |

## Viertelfinale
| Datum      |                  | Ergebnis |                  |
| ---------- | ---------------- | -------- | ---------------- |
| 20.02.1999 | KSV Ingelmunster | 1:3      | Standard Lüttich |
| 20.02.1999 | KSC Lokeren      | 3:0      | KVC Westerlo     |
| 21.02.1999 | KV Kortrijk      | 0:6      | Lierse SK        |
| 23.02.1999 | VV St. Truiden   | 0:1      | KRC Genk         |

## Halbfinale
| Datum         |             | Gesamt |                  | Hinspiel | Rückspiel |
| ------------- | ----------- | ------ | ---------------- | -------- | --------- |
| 09.04./21.04. | KRC Genk    | 3:5    | Lierse SK        | 2:4      | 1:1       |
| 11.04./22.04. | KSC Lokeren | 0:5    | Standard Lüttich | 0:2      | 0:3       |

## Finale
| Lierse SK                                        | Lierse SK | Standard Lüttich | Standard Lüttich | Aufstellung                                  |
| ------------------------------------------------ | --- | --- | ---------------- | -------------------------------------------- |
| Lierse SK                                        | \| 30. Mai 1999 in Brüssel (König-Baudouin-Stadion) \| \| Ergebnis: 3:1 (1:0) \| \| Zuschauer: 37.200 \| \| Schiedsrichter: Fernand Meese \|                                                                                                  | \| 30. Mai 1999 in Brüssel (König-Baudouin-Stadion) \| \| Ergebnis: 3:1 (1:0) \| \| Zuschauer: 37.200 \| \| Schiedsrichter: Fernand Meese \| | Standard Lüttich | Aufstellung Lierse SK gegen Standard Lüttich |
| Lierse SK                                        | Stanley Menzo – David Brocken, Carl Hoefkens, Eric Van Meir, Filip Daems (84. Gela Schekiladse) – Steve Laeremans, Frank Leen, Thomas Zdebel, Jerry Poorters – Jurgen Cavens, Joe Spiteri (76. Robby Van de Weyer) Cheftrainer: Walter Meeuws | Vedran Runje – Didier Ernst, André Cruz, Guy Hellers, Pascal Renier – Rabiu Afolabi, Bernd Thijs (75. George Blay), Gauthier Remacle (58. Dimitri De Condé), António Folha – Mbo Mpenza – Ali Lukunku (76. Manu Godfroid) Cheftrainer: Tomislav Ivić | Standard Lüttich | Aufstellung Lierse SK gegen Standard Lüttich |
| Lierse SK                                        | 1:0 Joe Spiteri (17.) 2:0 Jurgen Cavens (54.) 3:1 Jurgen Cavens (89.) | 2:1 Ali Lukunku (64.) | Standard Lüttich | Aufstellung Lierse SK gegen Standard Lüttich |
| Lierse SK                                        | Jerry Poorters | Guy Hellers | Standard Lüttich | Aufstellung Lierse SK gegen Standard Lüttich |
| Lierse SK                                        | Didier Ernst | | Standard Lüttich | Aufstellung Lierse SK gegen Standard Lüttich |
| 30. Mai 1999 in Brüssel (König-Baudouin-Stadion) | | |                  |                                              |
| Ergebnis: 3:1 (1:0)                              | | |                  |                                              |
| Zuschauer: 37.200                                | | |                  |                                              |
| Schiedsrichter: Fernand Meese                    | | |                  |                                              |